# クープランの墓
『クープランの墓』（フランス語: Le Tombeau de Couperin）は、フランスの作曲家モーリス・ラヴェルが1914年から1917年にかけて作曲したピアノ組曲。「プレリュード（前奏曲）」、「フーガ」、「フォルラーヌ」、「リゴドン」、「メヌエット」、「トッカータ」の6曲から成り、それぞれが第一次世界大戦で戦死した知人たちへの思い出に捧げられている。ラヴェル最後のピアノ独奏曲でもある。1919年に4曲を抜粋した管弦楽版が作曲者自身により作られた。
原題中の Tombeau （トンボー）はフランス語で「墓石・墓碑」を意味する一般名詞ではあるが、音楽用語としてはバロック時代のフランス音楽に特徴的な「故人を追悼する器楽曲」を指すものである（トンボーを参照）。バロック音楽の分野では Tombeau は「墓」とは訳さず「トンボー」とするのが一般的である。

## 作曲の経緯

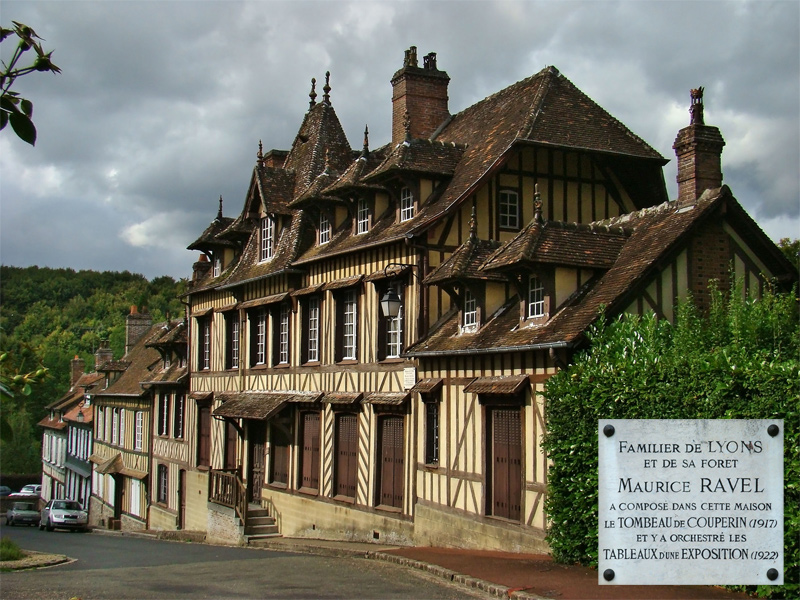
フランス北部リヨン＝ラ＝フォレにある、ラヴェルが1917年にクープランの墓を作曲し、1922年に展覧会の絵の編曲を行った場所

『クープランの墓』は、フランスでは作曲家フランソワ・クープランに代表されるバロック音楽の時代の形式を借りた、第一次世界大戦で犠牲になったラヴェルの知人たちを忍ぶ追悼または追想の曲である。
1914年の第一次世界大戦には、フランスは勃発後まもなくロシアからの要請とドイツからの宣戦布告により巻き込まれた。愛国心の強かったラヴェル自身も野戦病院の病院車の運転手として従軍したが、1916年健康を害したことでパリに戻り、1917年除隊した。この年にラヴェルは母親を失い、また大戦により知人らを失った。そうして作曲されたこの組曲の各曲は、大戦で散った友人達に捧げられた。
1918年にデュラン社から出版。初版譜の装画と題字はラヴェル自身が筆を執った。1919年4月11日に、サル・ガルヴォーにおける独立音楽協会（SMI）の演奏会において、ピアニストのマルグリット・ロンによって初演された。ロンは、最終曲「トッカータ」を捧げられた音楽学者のジョゼフ・ドゥ・マルリアーヴと結婚していたが、戦争未亡人となっていた。
初演の後、ラヴェルを嫌う批評家が新聞に「ラヴェル作曲の『クープランの墓』は大変結構だった。だがクープラン作曲の『ラヴェルの墓』だったらもっと結構だったに違いない」と書いたというエピソードが残っている。

## 各曲について
| プレリュード |
| フーガ       |
| フォルラーヌ |
| リゴドン     |
| メヌエット   |
| トッカータ   |

### プレリュード（Prelude）
ジャック・シャルロ中尉 (マ・メール・ロワのピアノ独奏版の編曲者) に捧げられている。ヴィフ（Vif：活発に）、ホ短調。12/16拍子。古典的な組曲の冒頭に置かれる前奏曲を範として書かれ、16分音符の無窮動的な動きが全体を支配する。頻出する装飾音符（モルデント、プラルトリラー）は拍頭で奏されるよう記譜されている。

### フーガ（Fugue）
ジャン・クルッピ少尉に捧げられている (ラヴェルは彼の母親に「スペインの時」を捧げている)。アレグロ・モデラート（Allegro Moderato：中庸の快活さで）、ホ短調。最後には3声がみられる。4/4拍子。フーガ形式。独特なリズムの主題を持ち、途中から反行フーガがみられる。

### フォルラーヌ（Forlane）
ガブリエル・ドゥリュック中尉 (サン＝ジャン＝ド＝リュズ出身のバスク画家) に捧げられている。フォルラーヌとは北イタリアを起源とする古典的舞曲のこと。ラヴェルは1914年にフランソワ・クープランの『王宮のコンセール』のフォルラーヌの編曲を行っており、この曲にはその明らかな影響が見られる。アレグレット（Allegretto：やや快活に）、ホ短調。演奏所要時間がこの組曲中一番長い。6/8拍子。ロンド形式。

### リゴドン（Rigaudon）
ピエール&パスカルのゴーダン兄弟 (ラヴェルの幼なじみ) に捧げられている。アッセ・ヴィフ（Assez Vif：十分に生き生きと）、ハ長調。2/4拍子の三部形式で、中間部は速度を落としてハ短調に転調する。リゴドンはプロヴァンス地方に由来する活発な舞曲で、17世紀に流行した。トッカータ同様、演奏者によって演奏速度が大きく異なっており、速く弾く奏者と遅めに弾く奏者との演奏所要時間の差は最大で約1分の開きが出ることもある。

### メヌエット（Menuet）

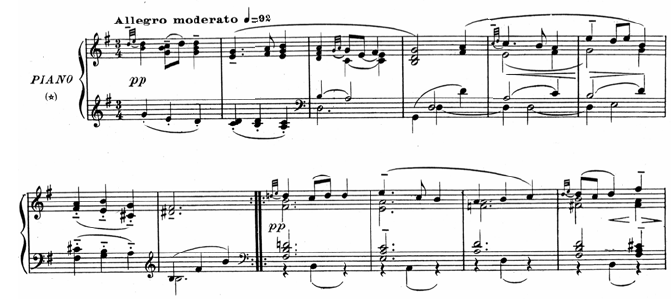
メヌエット

ジャン・ドレフュス (ラヴェル除隊後の家主) に捧げられている。アレグロ・モデラート、ト長調。3/4拍子。三部形式。

### トッカータ（Toccata）
先述の通り初演者であるマルグリット・ロンの夫、ジョゼフ・ドゥ・マルリアーヴ大尉に捧げられている。2/4拍子、ロンド・ソナタ形式。最初ホ短調であるが、94小節目で嬰ニ短調に転調。144小節目でホ短調に戻り、217小節目でホ長調に転調する。トッカータらしく速く、ピアニスティックな曲で最後に壮大な盛り上がりを見せて一気に曲は終わる。同音連打を多用したピアノ曲の最高峰のひとつに位置づけられ、ラヴェルの作曲技法が惜しむことなく注ぎ込まれている。
技術的にも困難であり、多彩な表現が盛り込まれているために、演奏者によってさまざまな解釈がなされており、演奏速度の設定からもそれを垣間見ることができる。例えば、ラヴェル自身から直接そのピアノ作品の解釈について学んだヴラド・ペルルミュテールの録音では♩=約132で演奏されている。今日ではラヴェルの譜面上の指定である♩=144以上の高速で演奏するピアニストも多いが、これには相当のテクニックが必要とされる。

## 管弦楽版
「管弦楽の魔術師」と呼ばれ、多くのピアノ曲（ムソルグスキーの『展覧会の絵』など、他の作曲家の作品を含む）をオーケストレーションしたラヴェルは、この『クープランの墓』にも編曲を施している（1919年）。ただしピアニスティックな技巧が前面に出される「トッカータ」と、中間部の「フーガ」の2曲は除外した（「フーガ」を外した理由についてラヴェルは語っていないが、バロック時代の組曲にならい、舞曲のみの構成にするため外したものと考えられている）。
4曲は順序が変更され、「プレリュード」、「フォルラーヌ」、「メヌエット」、「リゴドン」の順に演奏される。演奏時間は約17分。
1920年2月28日にルネ・バトン指揮パドルー管弦楽団によって初演された。
日本初演は1925年1月25日、報知講堂にて、大沼哲とノートル・シムフォニィ・オーケストラが行った。

### 楽器編成
フルート2（ピッコロ持ち換えあり）、オーボエ2（イングリッシュ・ホルン持ち換えあり）、クラリネット2 (in A)、ファゴット2、ホルン2 (in F)、トランペット1 (in C)、ハープ1、弦五部の小規模な2管編成であり、打楽器を含まない。標準的なオーケストラ団体のほか、室内オーケストラ団体でもレパートリーとして取り上げられる。ラヴェルの他の楽曲でも見られることだが、木管楽器に対して高度な技術を要求し、特にオーボエにとっては最難関の楽曲とされる。

### バレエ
1920年にバレエ・スエドワ（スウェーデン・バレエ団）によって「フォルラーヌ」、「メヌエット」、「リゴドン」の3曲がバレエ化され、11月8日にシャンゼリゼ劇場で初演された。振り付けはジャン・ボルラン、舞台・衣装はピエール・ラプラードによる。指揮はデジレ＝エミール・アンゲルブレシュト。このバレエ版は好評であり、1923年にはラヴェルが100回目の公演を指揮した。
1975年5月29日のニューヨーク・シティ・バレエ団のラヴェル・フェスティバルにおいて、ジョージ・バランシン振り付けによる『クープランの墓』が上演された。曲はラヴェルが管弦楽化した4曲を使用している。フランスのバロック時代のダンスの形式が組み込まれており、ダンサーたちは左右2つのカドリーユに分かれ、それぞれがさまざまな幾何学的パターンに並んで踊る。

## 作曲者以外による編曲
- 管弦楽（コチシュ・ゾルターン編）：ラヴェルが管弦楽編曲を行わなかったフーガ、トッカータの2曲の編曲。コチシュ版を含む全曲を自身で指揮した録音がある。
- 管弦楽（マイケル・ラウンド編）：上記と同様フーガ、トッカータの2曲の編曲。ラウンド版を含む全曲をウラディーミル・アシュケナージが指揮した録音がある。
- 吹奏楽（天野正道編）：プレリュード、メヌエット、トッカータの3曲の編曲。アマチュア吹奏楽団がコンクールにて演奏する例がしばしばある。
- 木管五重奏（メイソン・ジョーンズ編）：プレリュード、フーガ、メヌエット、リゴドンの4曲の編曲。演奏時間約13分。